# Гаврилов Кузьма Антонович
Кузьма́ Анто́нович Гаври́лов (нар. 5 вересня 1922 — пом. 10 вересня 1997) — радянський військовик часів Другої світової війни, телефоніст 703-ї окремої роти зв'язку 38-ї стрілецької дивізії (40-а армія, Воронезький фронт), рядовий. Герой Радянського Союзу (1944).

## Життєпис
Народився 5 вересня 1922 року в селі Зибковому, нині Онуфріївського району Кіровоградської області в селянській родині. Росіянин. Здобув початкову освіту в рідному селі. Згодом переїхав до Тбілісі, де продовжує навчання. Працював токарем на заводі імені 26 бакинських комісарів, різальником у друкарні.
До лав РСЧА призваний Тбіліським МВК у 1941 році. Учасник німецько-радянської війни з серпня 1941 року.
Особливо рядовий К. А. Гаврилов відзначився під час битви за Дніпро. В ніч з 23 на 24 вересня 1943 року на саморобному плоту з телефонним апаратом і котушкою кабелю одним з перших в роті переправився на західний беріг Дніпра. Під час форсування річки плот був зруйнований вибухом, проте рядовий Гаврилов уплав зі своїм вантажем дістався берега й забезпечив телефонний зв'язок. Протягом ночі вибухами ворожих снарядів і мін пошкоджувалась телефонна лінія і тричі, попри постійний вогонь супротивника, рядовий Гаврилов усував пошкодження в воді, не дивлячись на сильну течію.
Після закінчення війни демобілізувався. Повернувся в Тбілісі, працював на міському головпоштампі. З 1995 року мешкав у Нижньому Новгороді, де й помер 10 вересня 1997 року. Похований на Нагорному цвинтарі поблизу села Вязовка.

## Нагороди
Указом Президії Верховної Ради СРСР від 10 січня 1944 року за зразкове виконання бойових завдань командування на фронті боротьби з німецькими загарбниками та виявлені при цьому відвагу і героїзм, рядовому Гаврилову Кузьмі Антоновичу присвоєне звання Героя Радянського Союзу з врученням ордена Леніна і медалі «Золота Зірка» (№ 3579).
Також був нагороджений орденом Вітчизняної війни 1-го ступеня (11.03.1985) і медалями.